# Bernhard Anselm Weber
Bernhard Anselm Weber (ur. 18 kwietnia 1764 w Mannheimie, zm. 23 marca 1821 w Berlinie) – niemiecki kompozytor i dyrygent.

## Życiorys
Uczył się w Mannheimie u Georga Josepha Voglera (kompozycja), Johanna Einbergera (teoria) i Ignaza Holzbauera (śpiew). W 1781 roku podjął studia teologiczne, filozoficzne i prawnicze na uniwersytecie w Heidelbergu, których jednak nie ukończył, poświęcając się całkowicie muzyce. Początkowo występował jako wędrowny pianista, od 1787 roku był członkiem trupy teatralnej Gustava Friedricha Wilhelma Großmanna w Hanowerze. W 1790 roku wyjechał do Sztokholmu. Po powrocie do Niemiec w 1792 roku został drugim dyrektorem teatru królewskiego w Berlinie. Od 1796 roku był jego pierwszym dyrektorem, a od 1803 roku kapelmistrzem. W 1803 roku gościł w Paryżu, gdzie poznał Luigiego Cherubiniego. Na przełomie 1806 i 1807 roku przebywał w Pradze. Od 1811 roku, po połączeniu sceny niemieckiej i włoskiej, zajmował się reorganizacją teatru królewskiego w Berlinie. Dla potrzeb tej sceny pisał opery, singspiele i balety oraz muzykę do sztuk, m.in. do dramatów Friedricha Schillera. Propagował twórczość Ch.W. Glucka. Jego uczniem był Giacomo Meyerbeer.